# Олівер Варгеї
Олівер Варгеї (угор. Várhelyi Olivér) — угорський правник і дипломат, посол Угорщини в Євросоюзі з 2015 року. Висунутий 2019 року на посаду європейського комісара від Угорщини в комісії Урсули фон дер Ляєн після відхилення Європарламентом кандидатури Ласло Трочані. 18 листопада 2019 Комітет Європарламенту в закордонних справах схвалив кандидатуру Олівера Варгеї на посаду наступного єврокомісара з питань розширення і сусідства замість Йоганнеса Гана. 
У другій комісії фон дер Ляєн обійняв посаду комісара з питань охорони здоров'я та добробуту тварин.

## Освіта і кар'єра
1994 року в Ольборзькому університеті (Данія) здобув ступінь магістра з європейського права, а 1996 р. в Сегедському університеті одержав диплом юриста. У 2005 р. склав кваліфікаційний іспит на присвоєння статусу адвоката. Свою роботу в державному управлінні Угорщини розпочав 1995 р. в Міністерстві промисловості та торгівлі. 1996 р. перейшов до Міністерства закордонних справ, де йому було доручено питання узгодження із законодавством ЄС. З 2001 року працював в угорській місії при Європейському Союзі юрисконсультом. У 2003–2006 рр. керував юридичною службою постійного представництва Угорщини в ЄС. Потім до 2008 р. обіймав посаду директора департаменту права Європейського Союзу у Міністерстві юстиції Угорщини. У 2008–2011 рр. був керівником підрозділу, який займався правом промислової власності в адміністрації Європейської комісії. 2011 р. повернувся на роботу в постійне представництво Угорщини в Брюсселі, працюючи на посаді заступника посла. 2015 р. очолив представництво в ранзі надзвичайного та повноважного посла.

## Єврокомісар
Спочатку Угорщина пропонувала на посаду Єврокомісара з питань розширення та європейської політики сусідства Ласло Трочані, але той не дійшов навіть до слухання в комітеті з закордонних справ, оскільки інший комітет (із правових питань) відхилив його кандидатуру, мотивувавши це конфліктом інтересів. Після цього угорський уряд наприкінці вересня 2019 р. висунув на цю посаду Олівера Варгеї.
ЗМІ повідомляють, що Варгеї вважається добре обізнаним у європейській політиці. Відомий він і за свій дуже суворий та грубий тон спілкування зі співробітниками, а також як людина Орбана. Його називали лояльним захисником інтересів Орбана в Брюсселі у зв'язку з тим, що останніми роками він працював представником Будапешта при ЄС. З огляду на те, що Єврокомісія та Європарламент закидають уряду Орбана невідповідність засадам правової держави, багато євродепутатів вважали скандальним намір поставити саме представника Угорщини єврокомісаром, який повинен відстежувати додержання верховенства права в сусідніх з ЄС країнах. Та попри те Урсула фон дер Ляєн заповзялася віддати цю посаду саме угорцям.
Близько половини з 25 євродепутатів чекали від Варгеї гарантії, що він діятиме в інтересах ЄС, а не буде лояльним Орбану. Таким чином, на першому голосуванні 14 листопада 2019 комітет ЄП у закордонних справах не підтримав і цього угорця. Однією з причин були побоювання з приводу зв'язків кандидата із прем'єр-міністром Угорщини Віктором Орбаном на тлі тісних відносин останнього з президентом Росії Володимиром Путіним, а також через можливу підтримку Варгеї Туреччині та Азербайджану, про що нібито свідчила промова, з якою Орбан виступив у Баку. Проте у письмовій відповіді комітетові Європарламенту Варгеї запевнив, що не буде зв'язаний та не зазнаватиме впливу через будь-яку заяву чи позицію будь-якого прем'єр-міністра будь-якої країни або ж інших представників будь-якого уряду. Щодо Азербайджану, то кандидат заявив, що не ухилятиметься від того, щоб «чітко вказувати на ситуацію з правами людини в Азербайджані та порушувати пов'язані з цим питання, в тому числі на тему політв'язнів та свободи зібрань і слова, як публічно, так і напряму у спілкуванні з посадовцями Азербайджану на найвищому рівні».
Серед регіонів сфери його майбутніх повноважень Варгеї спершу виділив Західні Балкани, оскільки ЄС визнає перспективу членства цих країн. Він заявив, що підтримує початок перемовин із Північною Македонією та Албанією про їхній вступ до ЄС. Він також розповів про свої плани щодо держав «Східного партнерства», до якого входить і Україна, та про своє бажання посилити цю програму, заявивши про свій намір приділяти Україні «особливу увагу» та пояснюючи це ключовим геополітичним значенням країни для Євросоюзу. Варгеї наголосив:
|  | Ми й надалі підтримуватимемо її незалежність, суверенітет і територіальну цілісність, докладатимемо зусиль для завершення конфлікту на Донбасі та підтримуватимемо реформи. |

Він має намір працювати над поглибленням секторальної співпраці з Україною, Грузією та Молдовою, підкреслюючи, що цим країнам треба зосередитися на імплементації угод про асоціацію.
На запитання євродепутатки від Польщі Анни Фотиги, чи може глибше співробітництво з Україною охоплювати також оборонну галузь, Варгеї, зокрема, заявив про «дуже особливі обов'язки щодо України — … допомогти їй відновити суверенітет над усією територією України» та про її підтримку і захист, який би включав будь-яке можливе подовження санкцій щодо Росії, доки ЄС не побачить поступу в мінському процесі. Водночас, найкращим засобом посилення стійкості України Варгеї вважає встановлення стабільної ринкової економіки, яка залучає інвестиції та створює робочі місця. Це завдання він зарахував до своїх пріоритетів. Кандидат у єврокомісари переконаний, що однією з причин уразливості України, якою скористалася одна з її сусідок, була відсутність сильної економіки. На додачу Варгеї пообіцяв «використати всі фінансові засоби», щоб Україна змогла боротися проти дезінформації та фейків.
У 2024 році Варгеї став єдиним кандидатом у єврокомісари, якого не затвердили з першого разу. У новій Єврокомісії представника Угорщини висунули на посаду комісара з питань охорони здоров'я та добробуту тварин, яка вважається менш важливою, ніж сфера розширення. Угорський міністр закордонних справ Петер Сіярто висловив обурення рішенням президентки Єврокомісії Урсули фон дер Ляєн забрати у нього цю посаду. Сам же Варгеї назвав це фактичне пониження в посаді визнанням якості угорської медицини.